# 李森茂
李森茂（1929年—1996年6月18日），天津宁河县人。1988年至1992年擔任中華人民共和國鐵道部部長。於1949年加入中國共產黨。1982年任鐵道部副部長。1988年被選為中華人民共和國鐵道部部長。於1992年卸任。1996年6月18日逝世，享年67歲。